# 7 Eskadra Działań Specjalnych
 7 Eskadra Działań Specjalnych  (7 eds) – jednostka wojskowa Sił Powietrznych dyslokowana w Powidzu, przeznaczona do transportu lotniczego i lotniczego wsparcia ogniowego sił i środków Wojsk Specjalnych; 1 lutego 2023 na bazie 7 eskadry działań specjalnych została sformowana Powietrzna Jednostka Operacji Specjalnych (PJOS).

## Formowanie, zmiany organizacyjne
W roku 2010 została sformowana 7 eskadra działań specjalnych w wyniku zapotrzebowania na jednostkę lotniczą odnośnie wsparcia Wojsk Specjalnych. Eskadra zabezpieczała działania jednostek Wojsk Specjalnych zarówno na terenie kraju jak i poza granicami. Podstawowym wyposażeniem eskadry były śmigłowce Mi-17TU  oraz Mi-17-1V. Piloci eskadry byli szkoleni do wykonywania lotów nocnych z użyciem noktowizji co wynikało z charakteru działań jednostek specjalnych biorąc udział w działaniach bojowych na misjach poza granicami kraju, w Iraku i Afganistanie. 7 eskadra działań specjalnych w 2016 i w 2020 pełniła dyżury SON (Siły Odpowiedzi NATO). Podporządkowana była  33 Bazie Lotnictwa Transportowego. 1 lutego 2023 została sformowana na bazie 7 eskadry działań specjalnych Powietrzna Jednostka Operacji Specjalnych. Podlega dowództwu 3 Skrzydła Lotnictwa Transportowego, w działaniach realnych dowodzenie jednostką przejmuje Dowództwo Komponentu Wojsk Specjalnych. Miejsce postoju jednostki – Powidz.

## Charakterystyka, zadania
7 eskadra działań specjalnych uczestniczyła w grudniu roku 2011 w ćwiczeniu  „KOBRA-11”, w którym brało udział Dowództwo Wojsk Specjalnych oraz jednostki wojskowe: Grom, Formoza, NIL, Agat, Jednostka Wojskowa Komandosów. 
7 eds stacjonowała w 33 Bazie Lotnictwa Transportowego. Powidzka eskadra z części swych sił i środków wystawiała Zadaniowy Lotniczy Zespół Bojowy. ZLZB osiągnął pełną gotowość w połowie 2013 roku. Część żołnierzy tej jednostki przeszła kwalifikację podobną do tej, którą przechodzą komandosi JW 4101. Tworzą Zespół Działań Specjalnych Sił Powietrznych. W powidzkiej jednostce wojskowej pełnią służbę żołnierze z doświadczeniem z PKW Czad, PKW Irak i PKW Afganistan wystawiając komponenty na rzecz SGP-Sz, w tym lotnicy odznaczeni odznaką pilota lub odznaką nawigatora wojskowego wykonującego loty w warunkach wojennych tzw. gapą z zielonym wieńcem. Pierwszym krokiem na rzecz szkolenia załóg śmigłowców było podpisanie umowy (prawdopodobnie zimą 2011/2012) z przedsiębiorstwem Aviacijos Kompanija Aviabaltika. Przedsiębiorstwo prowadzi szkolenie załóg Mi-17 przy pomocy symulatora. Żołnierze-piloci powidzkiej JW ukończyli 31 maja 2012 r. pierwszą turę szkolenia lotniczego by móc wykonywać transport i wsparcie ogniowe w operacjach specjalnych. Szkolenie odbyło się w Hurlburt Field, bazie wojskowej US Air Force. Szkolenie było prowadzone siłami i środkami 6th Special Operations Squadron podległego 1st Special Operations Wing. 3 lipca 2012 roku została podpisana w Powidzu umowa pomiędzy 33 Bazą Lotnictwa Transportowego a przedsiębiorstwem LOM Praha na szkolenie w teorii i praktyce żołnierzy mających latać bojowo na Mi-17. Po ukończeniu kursu powidzcy lotnicy mogą latać we wszystkich warunkach terenowych dniem i nocą. 9 lipca 2012 roku Inspektorat Uzbrojenia MON poinformował o prowadzonych działaniach na rzecz wypożyczenia dwóch Mi-17 do celów szkoleniowych pododdziału. Śmigłowce mają umożliwiać wykonywanie lotów pilotażowo-nawigacyjnych w warunkach VMC i IMC w dzień i w nocy; loty według procedur VFR i IFR; loty z zastosowaniem NVG; lotów nad morzem oraz lotów w terenie górzystym.
17 sierpnia 2012 roku 12 pilotów z PJOSu w Powidzu do końca listopada 2012 r. wylatało w Czechach prawie 400 godzin na śmigłowcach Mi-17, zarówno w dzień, jak i w nocy. Jest to realizacja umowy zawartej między 33 BLTr a LOM Praha. W dniach 3-14 września 2012 r. 16 żołnierzy z Powidza wraz z Mi-17 wzięło udział w ćwiczeniach Logical Decision 2012. Żołnierze Sił Powietrznych ćwiczyli działania lotnicze z 86 Solnockiej Bazy Śmigłowców (MH 86. Szolnok Helikopter Bázis). W ćwiczeniach brały udział Węgry, Macedonia, Słowacja i Polska. Były to pierwsze zagraniczne ćwiczenia lotników SP z pegazem na oznace. W trakcie ćwiczeń żołnierze załóg lotniczych i sztabu eskadry prowadzili działania związane ze specyfiką własnej formacji w tym w czasie nocy. Siły Powietrzne zmodernizowały śmigłowce, które są na stanie PJOSu. 20 grudnia 2019 w 1 Bazie Lotnictwa Transportowego, w obecności prezydenta RP Andrzeja Dudy, ministra obrony narodowej Mariusza Błaszczaka i ambasador USA w Polsce Georgette Mosbacher, przekazano Wojskom Specjalnym cztery śmigłowce S-70i Black Hawk, z przeznaczeniem dla 7 Eskadry Działań Specjalnych. Lotnicy działań specjalnych w pierwszej połowie maja 2020 roku szkolili się w lotach i nawigacji nad morzem m.in. nocą desantując Wojska Specjalne, w tym na platformę wiertniczą. 1 lutego 2023 powstała nowa jednostka PJOS, a sformowanie jej wiąże się z celami i zobowiązaniem, jakie Siły Zbrojne RP dały dla NATO, to zdolność do dowodzenia większą liczbą lotniczych pododdziałów specjalnych. 7 eskadra działań specjalnych została certyfikowana do dowodzenia maksymalnie sześcioma elementami lotniczymi (poziom SOATG – Special Operations Air Task Group). W NATO to zdolności do dowodzenia bardziej rozbudowanymi elementami lotniczymi, czym było powstanie nowej jednostki lotniczej. 

## Przeznaczenie
Jednostka ma prowadzić operacje powietrzne poprzez lotnicze działania specjalne jak desantowanie linowe, wprowadzania i wydobywanie sekcji Wojsk Specjalnych za pomocą śmigłowca technikami (ang.) Helicopter Rope Suspension Technique – techniką szybkiej liny, linami alpinistycznymi, przy pomocy drabiny linowej i metodą (ang.) Special Patrol Insertion/Extraction. Poza tym siódma ma prowadzić: działania powietrznodesantowe spadochroniarzy WS, rozpoznanie powietrzne oraz lotnicze wsparcie ogniowe. Pododdział ma mieć zdolność prowadzenia działań i operacji w trudnych warunkach i przy dużym ryzyku zarówno w dzień, jak i w nocy. 7 eds ma wykonywać je działając nad akwenami (desant do wody, na okręt, i wydobywanie z nich), na lądzie (w tym na terenie zabudowanym, w górach i na równinach).

## Struktura organizacyjna (2010)

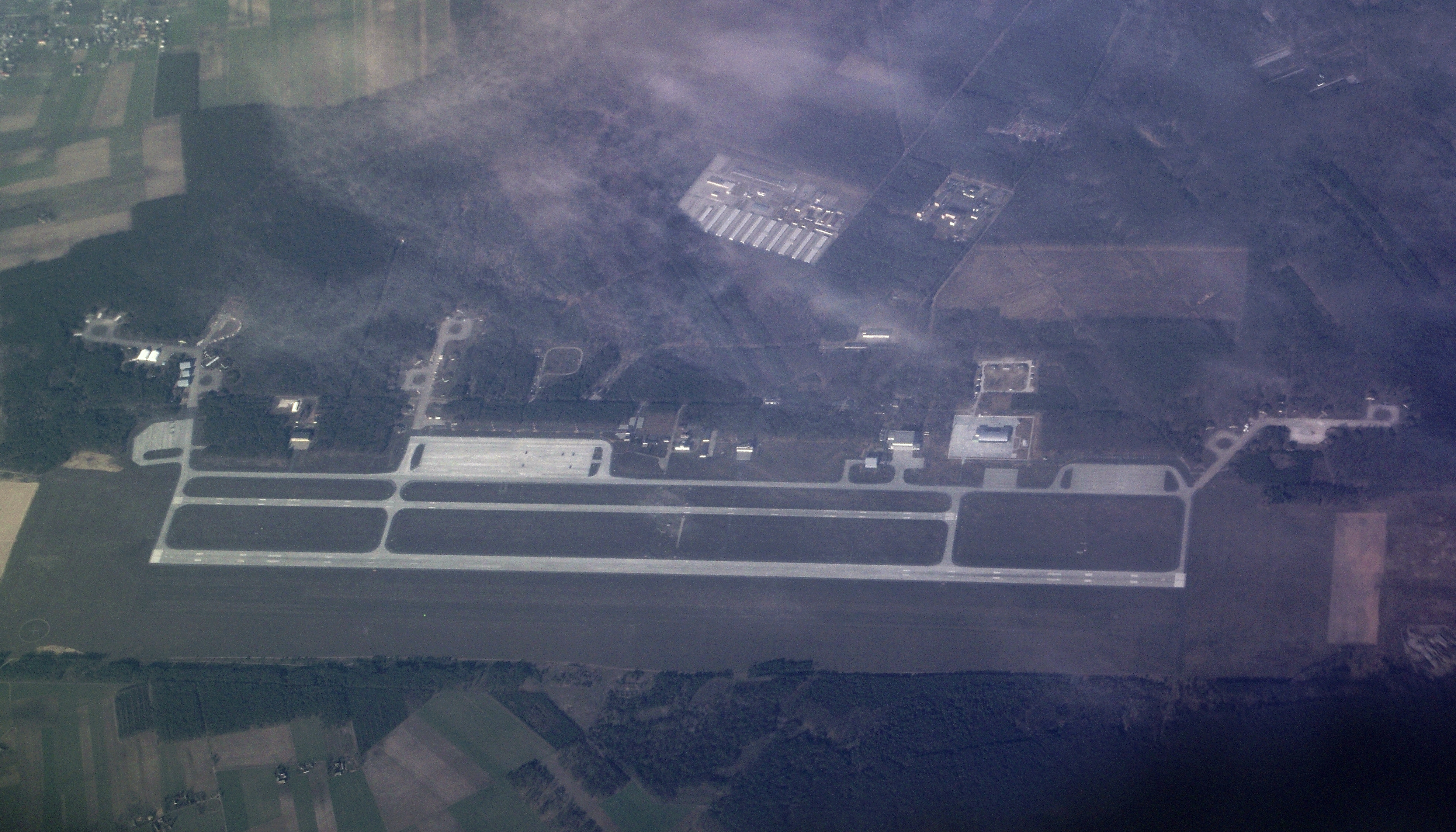
Lotnisko w Powidzu, w tym PJOS

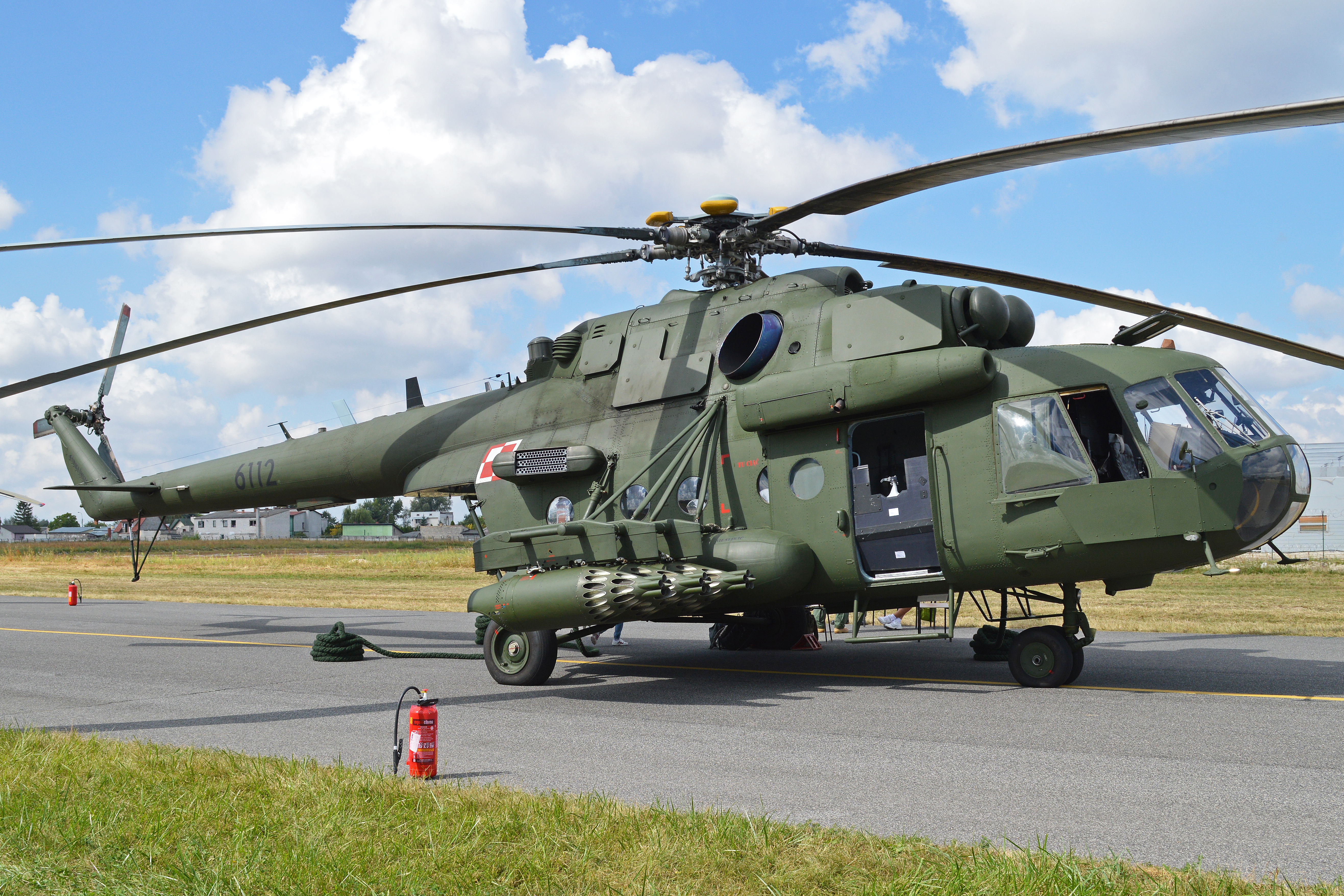
Mi-17-1W należący do PJOSu

### Stan na rok 2010[24]
- dowództwo i sztab; 
  - Zespół Lotniczy
  - Zespół Obsługi Technicznej

### Wyposażenie
Śmigłowce:
- 8 maszyn Mi-17
  - 4 w wersji Mi-17-1W[25]
  - 4 w wariancie Mi-17TU[26].

Śmigłowce są wyposażone w M134G. 
Mi-17-1W zostały zmodernizowane oraz przystosowane do działań specjalnych.

## Dowódcy
- ppłk pil. Grzegorz Wiatrak (2011–2011)[4]
- ppłk pil. Marek Szymaniak (2011–2013)[29][30][31]
- ppłk pil. Grzegorz Kołodziejczyk (2013–2016)[4]
- ppłk pil. Jarosław Kuziński (2016–2019)[32]
- ppłk pil. Piotr Kozłowski (2019–2023)[33]